# Sammarçolles
Sammarçolles település Franciaországban, Vienne megyében. Lakosainak száma 648 fő (2022. január 1.). Sammarçolles Marçay, Basses, Beuxes, Ceaux-en-Loudun, Loudun, Messemé és Vézières községekkel határos.

## Népesség
A település népessége az elmúlt években az alábbi módon változott:
| Lakosok száma | 651  | 646  | 656  | 642  | 642  | 651  | 650  | 649  | 648  |
|               | 2013 | 2015 | 2016 | 2017 | 2018 | 2019 | 2020 | 2021 | 2022 |